# Pfadabhängigkeit
Pfadabhängigkeit ist ein wissenschaftliches Konzept, das Prozessmodelle beschreibt, deren Verlauf einem Pfad ähnelt. 
Wie bei einem Pfad gibt es dort Anfänge und Kreuzungen, an denen mehrere Alternativen zur Auswahl stehen. An diesen Kreuzungspunkten verhalten sich pfadabhängige Prozesse nicht deterministisch, sondern chaotisch. Ein kleiner Einfluss kann hier einen großen Effekt haben und zu einem ganz anderen Ausgang führen.
Nachdem sich eine bestimmte Alternative etabliert hat, folgt eine stabile Phase. Positive Rückkopplungseffekte verstärken den eingeschlagenen Pfad, z. B. in der Wirtschaft positive Feedback-Effekte. Kleinere Einflüsse bewirken kaum mehr eine Richtungsabweichung. Waren andere Alternativen am Kreuzungspunkt noch relativ mühelos erreichbar, wird ein bewusstes Umschwenken in der stabilen Phase deutlich aufwendiger.
So wird an einem Pfad unter Umständen selbst dann festgehalten, wenn sich später herausstellt, dass eine Alternative überlegen gewesen wäre. Pfadabhängige Prozesse sind also nicht selbstkorrigierend, sondern verfestigen unter anderem auch Fehler.

## Schematisches Konzept der Pfadabhängigkeit

### Standard-Pólya-Prozess
Das Konzept der Pfadabhängigkeit kann anhand des Standard-Pólya-Prozesses leicht verdeutlicht werden: In einer Urne befinden sich eine blaue und eine grüne Kugel. Es wird blind eine Kugel herausgezogen. Die Wahrscheinlichkeit zur Ziehung einer Farbe beträgt 0,5. Die gezogene Kugel wird wieder zurückgelegt. Es wird nun eine weitere Kugel, welche die Farbe der soeben gezogenen aufweist, hinzugefügt. Es befindet sich nun eine Kugel mehr in der Urne als vor dem Zug. Wurde demnach eine blaue Kugel gezogen, beträgt die Wahrscheinlichkeit für die erneute Ziehung einer blauen Kugel {\displaystyle 0,{\overline {6}}} . Dieser Vorgang, auch als Standard-Polya-Prozess bezeichnet, ist pfadabhängig, da die Wahrscheinlichkeit, eine Kugel zu ziehen, welche eine gewünschte Farbe aufweist, mit der Anzahl an Kugeln jener Farbe zusammenhängt. Es liegen positive, auch „selbstverstärkende Effekte“ genannte Rückkopplungen vor. Bereits der erste Zug hat eine hohe Relevanz, da die Anzahl an Kugeln evtl. noch gering ist und das Ziehen und das darauffolgende Hinzufügen einer Kugel auf den späteren Verlauf signifikante Auswirkungen hat.

### Eigenschaften positiver Rückkopplungsprozesse
Der Wirtschaftswissenschaftler Brian Arthur, dessen Arbeiten zusammen mit denen Paul Davids in der zweiten Hälfte der 1980er Jahre das Konzept begründeten, sah Pfadabhängigkeit als eine typische Eigenschaft ökonomischer Prozesse mit zunehmenden Grenzerträgen:
1. Multiple Gleichgewichte: Es lässt sich nicht vorhersagen, welches der potentiell möglichen Ereignisse tatsächlich eintreten wird, da jene, die zu Beginn des Prozesses eingetreten sind, einen großen Einfluss darauf ausüben, welches Ergebnis weiterführend zu erwarten ist.
2. Eventuelle Pfadineffizienz: Ein eingeschlagener, durchaus chancenreicher Pfad kann –, über einen gewissen Zeitraum hinweg –, kleinere Erträge als seine Alternativen erwirtschaften.
3. Lock-in: Darüber hinaus kann es zur Verhärtung eines eingeschlagenen Bewegungspfades kommen. Dieser kann folglich nur mühsam verlassen oder revidiert werden. Erfolgversprechendere Alternativen werden dabei ausgeschlossen (lock-out).
4. Pfadabhängigkeit: Bereits die frühe Verteilung der Marktanteile hat einen großen Einfluss darauf, welches endgültige Ergebnis erreicht werden wird. Diese Marktanteile weisen sonach eine nicht-ergodische Dynamik auf.

## Pfadabhängigkeit in den Wirtschaftswissenschaften

### Traditioneller Ansatz
Traditionell konzentrieren sich die Wirtschaftswissenschaften eher auf das Auffinden von Gleichgewichtspunkten. Diese ergeben sich zum Beispiel in der neoklassischen Theorie durch das Wechselspiel von Angebot und Nachfrage. Ihre Sichtweise führt zu einem Modell der Wirtschaft, das vorhersagbar und effizient ist. Jeder Schritt, der das System vom Gleichgewicht wegführt, löst negative Feedback-Effekte aus, die das System in den Gleichgewichtszustand zurückdrängen. Das Gleichgewicht kann dabei als die beste und effizienteste Verteilung der Ressourcen unter den gegebenen Umständen beschrieben werden.

### Positive Feedback-Effekte
In den 1980er Jahren sah sich die Negative-Feedback-Tradition wachsender Kritik ausgesetzt. Namhafte Wirtschaftswissenschaftler wandten sich Prozessen zu, bei denen im Gegenteil positive Feedback-Effekte dazu führten, Entwicklungen auf eher zufällig ausgewählten Pfaden voranzutreiben. Selbstverstärkende Momente bewirkten, dass jeder Schritt in der anfangs eingeschlagenen Richtung unangemessen durch neue Vorteile belohnt wurde, so dass sich die Richtung unabhängig von ihrer Qualität zunehmend verfestigte. Douglass North, der 1993 den Wirtschaftsnobelpreis für eine Arbeit erhielt, in der er mit Pfadabhängigkeit bezüglich Variantenbildung des Kapitalismus argumentierte, verhalf damit diesem Ansatz in den Wirtschaftswissenschaften zum Durchbruch.

### Einführung neuer Technologien
Technische Neuentwicklungen boten den ersten fruchtbaren Boden, auf dem Pfadabhängigkeit in der Wirtschaft studiert wurde. Komplexe Technik, die eine weite Verbreitung findet, wie etwa der PC, das Internet oder Unterhaltungselektronik, neigen zur Pfadabhängigkeit. Als selbstverstärkende Momente ergeben sich hier auf der Entwicklerseite hohe Vorleistungen, die dem Erfinder einen großen Anfangsvorteil im Wettbewerb um Standards bescheren. Experten und erste gesammelte Lernerfahrungen drängen ebenfalls dazu, die Entwicklung in der anfangs eingeschlagenen Richtung weiterzuführen. Auf der Nutzerseite gibt es Investitionen in Anschlusstechnologien, Geräte und entsprechende Ausbildungsmaßnahmen, die Koordination erfordern und dazu verleiten, den Siegerstandard schnellstmöglich zu ermitteln. Dabei kommt es nicht zu einem fairen Wettbewerb konkurrierender Alternativen. Die Entscheidung wird vorschnell getroffen, und der Selbstverstärkungsmechanismus führt nicht zu mehr Qualität, sondern zu einer Lock-in-Situation, d. h. zum Einfrieren eines möglicherweise wenig funktionalen Standards und von Nutzergewohnheiten, an die dann alle Weiterentwicklungen andocken müssen.

#### Beispiele
1. Bei der QWERTY-Tastaturbelegung gab Erlerntes den Ausschlag, sie ohne weitere Prüfung vom Schreibmaschinenzeitalter in das Computerzeitalter als Standard zu übernehmen. Sie war ursprünglich vom Erfinder der Schreibmaschine gewählt worden, um mechanische Mängel der Schreibmaschine auszugleichen, die es bei der Computertastatur nicht mehr gab. Sinnvoll wäre deswegen eine ergonomische Ausrichtung gewesen, die auch vorgeschlagen wurde, sich aber nicht durchsetzte.[5] Lock-ins werden immer wieder durch technische Innovationen in Frage gestellt, so auch die QWERTY-Tastatur durch einen veränderten Eingabemodus für den Short Message Service auf Mobiltelefonen, an den sich jugendliche Nutzer sehr schnell anpassten. Die QWERTY-Anordnung hält sich aber dennoch zäh, wie man an den Tastaturen von Smartphones sehen kann.
2. Bei dem Sieg der VHS-Technik für Videorecorder gegen die Konkurrenz waren es ebenfalls keine fachlichen Vorteile, sondern geschicktes Taktieren mit den Anbietern von Filmen, das den Ausschlag gab. Der Standard behauptete sich anschließend bis zur Einführung der überlegenen DVD-Technik.
3. Da der Webbrowser Internet Explorer von Microsoft bis zu seiner Version 8 die von der Standardisierungsorganisation World Wide Web Consortium festgelegten Standards der Auszeichnungssprachen HTML und CSS nicht korrekt beherrschte, mussten Webdesigner entweder auf bestimmte Techniken verzichten oder absichtlich fehlerhaften Code schreiben, mit dem sich zum Beispiel Code, den der IE nicht verstand, vor ihm verbergen ließ. Da der IE auf dem marktbeherrschenden PC-Betriebssystem MS Windows als Standard-Browser vorinstalliert war, hatte er auch im Internet eine beherrschende Stellung und konnte nicht einfach als fehlerhaft ignoriert werden.

### Standortentwicklung
Die Entwicklung von Standorten ist ein eher traditionelles Beispiel für Pfadabhängigkeit. Heute können durch eine leistungsfähige Kommunikations- und Transport-Infrastruktur räumliche Distanzen leichter überbrückt werden, so dass der Standort an Bedeutung verloren hat. Trotzdem entstehen auch heute noch Zentren für Wissensbereiche und industrielle oder Dienstleistungs-Cluster wie etwa die IT-Industrie in Bengaluru (Indien), in denen eine initiale Aufwärtsbewegung wie ein Magnet Experten, Finanzdienstleister und sonstige Infrastruktur anzieht, so dass sich der Prozess schon bald verselbstständigt und der Standort auch ohne weitere direkte Einwirkung aufblüht.
Bei der Sozial-ökologische Transformation nimmt die Pfadabhängigkeit wieder größere Bedeutung ein, da gerade ländliche oder spezialisierte Wirtschaftsgebiete sich in der Praxis eher nur pfadabhängig transformieren lassen, ohne zu großen politischen Gegenwind zu erzeugen.

### Institutionen
Douglass C. North fand dieselben selbstverstärkenden Effekte, die von technologischen Standards her bekannt waren, bei Institutionen wieder. Die Gründung von Institutionen ist ebenfalls aufwendig. Sie setzt Lerneffekte und Expertenbildung in Gang. Koordinationseffekte ergeben sich sowohl durch direkte Verträge von Unternehmen mit der Institution als auch durch sich neu öffnende Marktchancen, für die die Institution den Weg bereitet. Wenn erwartet werden kann, dass eine neu gegründete Institution sich durchsetzen wird, erfolgt eine Anpassung der Unternehmen oder der Bevölkerung oft schon vorausschauend.
Nach Douglass North betrifft die Pfadabhängigkeit nicht nur eine einzelne Institution, sondern die institutionelle Infrastruktur eines Staates als Ganzes. Er nennt dies die institutionelle Matrix eines Staates. Da die Menschen sich daran gewöhnen, dass Streitfälle von Institutionen geregelt werden, bereitet die Gründung einer Institution den Weg für weitere.
Institutionen sind jedoch weniger formbar als Technologien und im Vergleich zu diesen auch weniger flexibel bei der Anpassung an veränderte Umweltbedingungen. Wenn sie zusammenbrechen, droht ein großer Teil des in ihnen inkorporierten impliziten Wissens und damit auch der Problemlösungstechniken verloren zu gehen. Paul David weist darauf hin, dass es wegen dieser drohenden Strukturbrüche oft nicht möglich ist, einen effektiven institutionellen Wandel herbeizuführen, selbst wenn die neuen Institutionen theoretisch effizienter zu sein scheinen als die alten.

### Wirtschaftliches Wachstum
1993 erhielt Douglass North den Wirtschaftsnobelpreis für seine Arbeit über wirtschaftlichen und institutionellen Wandel. Norths Ausgangspunkt war die Beobachtung, dass sich das wirtschaftliche Wachstum länderspezifisch sehr verschieden entwickelt. Er gelangte zu der Aussage, dass Wirtschaftswachstum pfadabhängig ist, da die Motivation der Akteure in der Wirtschaft von der institutionellen Infrastruktur eines Landes abhängt und diese sich pfadabhängig entwickelt.

## Organisationale Pfadabhängigkeit

Verlauf pfadabhängiger Prozesse
Jörg Sydow, Georg Schreyögg, Jochen Koch 2009

Pfadabhängigkeit als Phänomen wird auch in der Organisationstheorie behandelt. Unter dem Begriff „organisationale Pfadabhängigkeit“ werden allgemein Verfestigungstendenzen in Unternehmen und Organisationen erforscht. Wirkt ein für pfadabhängige Prozesse charakteristisches positives Feedback beispielsweise bei Forschung und Entwicklung oder Geschäftsmodellen, können Unternehmen auf lange Sicht unter Umständen so sehr auf eine bestimmte Option festgelegt sein, dass sie nicht mehr effektiv auf Marktveränderungen reagieren können. Versuche des Managements, gegenzusteuern, führen im Fall von Pfadabhängigkeit nicht mehr zum Erfolg. Die Deutsche Forschungsgemeinschaft förderte von 2005 bis 2013 ein Graduiertenkolleg an der Freien Universität Berlin, das sich speziell mit organisationaler Pfadabhängigkeit, insbesondere Innovationsbarrieren und Kompetenzfallen, aber auch mit Möglichkeiten des Pfadbruchs beschäftigte. Anknüpfungspunkte für Arbeiten zu pfadabhängigen Prozessen in der Organisationstheorie und Organisationssoziologie bieten sich unter anderem in der Forschung zu Routinen und Praktiken, Organisationalem Lernen und dem Innovationsmanagement.
Zu den Ergebnissen dieser Forschung zählt u. a. eine Studie, die aufzeigt, wie Pfadabhängigkeit in der Personalpolitik dazu beiträgt, eine Hyperinklusion als informelle Zugangsbedingung zum Top-Management aufrechtzuerhalten.

## Pfadabhängigkeit in der Politik
In der Politikwissenschaft knüpfte Paul Pierson an die Arbeit von Douglass North an. In der Politik gibt es vier Komponenten, die jede für sich selbstverstärkend wirken: die institutionelle Entwicklung, kollektives Handeln, Asymmetrien der Macht und die Komplexität von Weltanschauungen. An den letzten Punkt knüpfen mittlerweile verschiedene Überlegungen in der Vergleichenden Politikwissenschaft an, die insbesondere religiöse Kulturen oder aber auch Kolonialerfahrungen für die pfadabhängige Entwicklung der Demokratisierung verantwortlich machen. Die wichtigsten Autoren sind hier Ronald Inglehart und Samuel P. Huntington.

### Institutionelle Entwicklung
Institutionen sind zugleich Gegenstand und bilden den Rahmen politischen Handelns. Die Pfadabhängigkeit von Institutionen führt somit zur Pfadabhängigkeit der Politik insgesamt. Pierson argumentiert, dass die institutionelle Pfadabhängigkeit in der Politik zum Teil gewollt ist. Insbesondere in Demokratien mit wechselnden Regierungen kann politische Stabilität nicht personell erreicht werden. Gesetze und Institutionen geben so dem amtierenden Politiker die Möglichkeit, Politik zu schaffen, die seine Amtszeit überdauert. Das auf diese Weise erzeugte politisch stabile Klima ist von Bevölkerung und Wirtschaft gleichermaßen erwünscht.

### Kollektives Handeln
Politik ist außerdem von kollektivem Handeln geprägt, bei dem Anpassungserwartungen eine wichtige Rolle spielen. In vielen Fällen gibt es nur einen Sieger, etwa ein Gesetz, das sich durchsetzt, oder eine Partei, die die Wahl gewinnt. Die politischen Akteure sind ständig bemüht, ihr Handeln nach dem vermeintlichen Handeln anderer auszurichten. Viele Aktionen kollektiven Handelns, wie etwa die Gründung einer Partei oder Organisation, beinhalten außerdem hohe Startkosten. Die starren Parteiensysteme in vielen europäischen Ländern und den USA sind auf Pfadabhängigkeit zurückzuführen.
Eine ähnliche Starrheit in Organisation und Mitgliedschaft ist bei vielen freiwilligen Organisationen und Vereinen zu beobachten.

### Asymmetrien der Macht
Amtierende Politiker können Gesetze und Institutionen in eine Richtung lenken, die ihnen und ihrer Partei bei zukünftigen Wahlen Vorteile verschafft. Paradoxerweise werden dadurch die Machtverhältnisse mit der Zeit verdeckt, da Differenzen mit anderen Interessengruppen nach einer Verschiebung der Machtverhältnisse zugunsten der Regierung nicht mehr offen ausgetragen werden müssen. Stattdessen kann die Regierung dann dazu übergehen, ideologische Manipulationen durchzuführen, die Andersdenkende gar nicht mehr zu Wort kommen lässt.

### Komplexität
Die Komplexität der Materie macht es für ein Individuum schwierig, auf sich selbst gestellt eine politische Vision zu entwickeln. Akteure suchen deshalb Hilfe und Rat bei anderen und bevorzugen dabei Gleichgesinnte, was ebenfalls zu selbstverstärkenden Effekten führt. Statt einer Korrektur der individuellen Weltanschauung kommt es dabei oft zu einer weiteren Verstärkung der eingeschlagenen Richtung.

## Korrekturmöglichkeiten
Pfadabhängige Prozesse und Entwicklungen neigen dazu, Fehler zu verfestigen. Sie führen nach einem anfänglichen Kreuzungspunkt zu einer stabilen Phase, in der Störungen nur noch zu kleinen Variationen des gewählten Pfades führen, weil Alternativen nicht mehr wahrgenommen werden oder weil keine Ressourcen oder Kompetenzen bereitstehen, mit deren Hilfe andere als die bekannten Anforderungen bewältigt werden können (sog. Kompetenzfalle).
Das führt zu der wichtigen Frage, wie ein sich als ungünstig erweisender Pfad wieder verlassen werden kann. Im Allgemeinen bedarf es einer genügend großen Erschütterung des eingeschlagenen Pfades, um einen neuen Kreuzungspunkt zu eröffnen. Diese Erschütterung kann verschiedene Ursachen haben. Wettbewerb und Lerneffekte spielen vor allem in der Wirtschaft eine Rolle, während in der Politik eher gegenläufige Prozesse Pfade nachhaltig stören und Entwicklungen revidieren können. Erschütterungen können aber auch durch äußere Ursachen, etwa Naturkatastrophen oder durch den Zusammenbruch einer Regierung ausgelöst werden.

### Wettbewerb
Der Marktmechanismus begünstigt einerseits die Entstehung von Pfadabhängigkeit (z. B. passen sich viele Unternehmen an De-facto-Standards an), aber andererseits trägt er auch zur Auflösung von Pfaden bei. Das ist wohl die häufigere Variante: Industriestandards werden oft durch die Einführung einer neuen, überlegenen Technik irrelevant, wie im Fall der Ablösung von Videokassetten durch DVDs. Bei Standorten können sich im Wettbewerb neue Zentren bilden, die die alten herausfordern und schließlich ablösen.

### Lerneffekte
Lerneffekte spielen oft eine große Rolle bei der Korrektur von Pfaden. So wurde etwa FCKW durch das Montreal-Protokoll 1987 in vielen Ländern verboten, nachdem seine negativen Auswirkungen auf die Ozonschicht der Erdatmosphäre bekannt geworden waren. Damit wurde in der Industrie ein neuer Kreuzungspunkt für die Entwicklung von Kühlchemikalien gesetzt.
Auch das Umschwenken auf erneuerbare Energien erfolgt heute durch Lerneffekte aufgrund neuer Erkenntnisse über die klimaerwärmende Wirkung fossiler Brennstoffe.

### Gegenläufige Prozesse
Bei Institutionen sind dagegen Wettbewerb und Lerneffekte gering. Hier bedarf es oft gegenläufiger Prozesse, um weitreichende Reformen in Gang zu setzen. Mit gegenläufigen Prozessen sind zeitlich parallel ablaufende Entwicklungen außerhalb der Institutionen gemeint, die der pfadabhängigen Entwicklung der Institutionen Hindernisse in den Weg setzen. Es könnte sich dabei etwa um eine allmählich anwachsende Unzufriedenheit in der Bevölkerung handeln, die sich aufstaut und schließlich entlädt, wenn ein bestimmter Schwellenwert überschritten wird, wenn zum Beispiel die Arbeitslosigkeit einen bestimmten Prozentsatz übersteigt.

## Ergänzungen
Für pfadabhängige Entwicklungen gibt es weitere Beispiele:
- Die Hysterese beschreibt ein Systemverhalten, bei dem die Ausgangsgröße nicht nur von der unabhängig veränderlichen Eingangsgröße, sondern auch vom vorherigen Zustand der Ausgangsgröße abhängt. Daher kann das System in Abhängigkeit von seiner Vorgeschichte bei gleicher Eingangsgröße unterschiedliche Zustände einnehmen. Beispiele sind die Magnetisierung ferromagnetischer Stoffe oder der Zweipunktregler in der Regelungstechnik.
- Heinz von Foerster hat bei seinen Arbeiten zur Kybernetik eine nicht-triviale Maschine (NTM) entworfen[16]. Diese Maschine ist in ihrem Inneren aus zwei trivialen Maschinen (TM) zusammengesetzt. Daher bezeichnet man sie als synthetisch determiniert. Allerdings sind die beiden TM über eine interne Zustandsgröße so miteinander verknüpft, dass sich die NTM pfadabhängig verhält. Darüber hinaus ist die NTM analytisch nicht determinierbar. Das heißt, dass ein Beobachter aus dem äußeren Verhalten der NTM nicht auf ihre innere Struktur schließen kann.
- Thomas S. Kuhn hat Pfadabhängigkeit in der Wissenschaft nachgewiesen und für die Phase III den Begriff des Paradigmas geprägt[17]. Hier sind es vor allem öffentliche Fördermittel, die in solchen Phasen auf das vorherrschende Forschungsfeld konzentriert werden. Fachtagungen richten ihre Leitthemen danach aus und Fachzeitschriften nehmen vorrangig entsprechende Beiträge an, denn angesichts einer immer größeren Zahl von Institutionen und Personen, die sich dem Paradigma zuwenden, lassen sich dadurch Teilnehmerzahlen und Auflagen steigern. Vor allem auch das Peer-Review, die gegenseitige Kontrolle unter Wissenschaftlern, trägt maßgeblich dazu bei, dass Arbeiten abseits des Paradigmas in Phase III kaum noch eine Chance erhalten. Ein daraus resultierender Vorteil besteht darin, dass dank der Bündelung von Kapazitäten im vorherrschenden Forschungsfeld relativ schnell große Fortschritte erzielt werden können. Nachteilig ist jedoch, dass alternative Lösungsmöglichkeiten und andere Fragestellungen unabhängig von ihrer Qualität und Dringlichkeit unerkannt bleiben.
- Bei Menschen spricht man von der Berufslaufbahn oder dem Karrierepfad. Diese Sprechweise beruht einerseits auf dem intuitiven Erkennen der Pfadabhängigkeit dieses Bereichs der menschlichen Entwicklung, andererseits auf dem Wunsch, bei Eintritt in den Beruf eine klare Perspektive vorgezeichnet zu bekommen.